# Iselma quadrimaculata
Iselma quadrimaculata es una especie de coleóptero de la familia Meloidae. Presenta las siguientes subespecies: Iselma quadrimaculata nigra y 
Iselma quadrimaculata quadrimaculata.

## Distribución geográfica
Habita en el este de África.